# Violinist
En violinist er en musiker, der spiller violin. Violinister findes især inden for klassisk musik og folkemusik, men medvirker også i musik af andre genrer, herunder jazz.

## Historie

### Vigtige violinister – et overblik
Til violinister, der også var kendte komponister, hører i tidlig barok i Italien Arcangelo Corelli og i Tyskland Heinrich Ignaz Franz Biber, i højbarok Antonio Vivaldi, Giuseppe Tartini og Pietro Locatelli.
Den galante stil kan man tilordne Johann Stamitz, Carl Stamitz, Gaetano Pugnani, Christian Cannabich og Pietro Nardini.
Overgangen fra klassicistisk til tidlig romantisk udfylder Giovanni Battista Viotti, Louis Spohr og Rodolphe Kreutzer. 
I begyndelsen af det 19. århundrede udviklede Niccolò Paganini en brillant spilleteknik; han opvagte opmærksomheden på sin tid gennem dobbeltgreb og vovede pizzicati. Andre kendte violinister fra det 19. århundrede var Joseph Joachim (ven med Johannes Brahms), kvartetten Gebrüder Müller og også Leopold von Auer, en ungarer, der først i Moskva og senere i USA uddannede mange berømte violinister. Charles Auguste de Bériot, Henri Vieuxtemps og Eugene Ysaÿe regnes for grundlæggerne af den kendte fransk-belgiske skole (Paris, Brüssel, Lüttich).
Til eleverne i den efterfølgende generation hører violinister som Yehudi Menuhin, Fritz Kreisler, Arthur Grumiaux, Isaac Stern, David Oistrach og Henryk Szeryng, der underviste den nuværende generation af violinister.
I det 20. århundrede udvikledes nogle stilretninger: jazzviolinister som Stéphane Grappelli og Helmut Zacharias kom frem og traditionen med kaffehusviolister fremskød med André Rieu. David Garrett har som violinist kunnet placere sig på de tyske hitlister, og også inden for den irsk-keltiske musik findes højtbegavede violinister som f.eks. John Sheahan.
Af nulevende internationalt kendte violinister kan bl.a. nævnes Joshua Bell, Gidon Kremer, Anne-Sophie Mutter, Itzhak Perlman, Julian Rachlin, og den danske violinist Nikolaj Znaider
| Musik | Spire Denne musikartikel er en spire som bør udbygges. Du er velkommen til at hjælpe Wikipedia ved at udvide den. |